# 横山ひでき
横山 ひでき（よこやま ひでき、1967年6月19日 - ）は、青森県を拠点に活動するローカルタレント。旧芸名および本名は横山 英樹。愛称は「ひでちゃん」。青森県北津軽郡中泊町（旧中里町）出身。師匠は黒石八郎。

## 略歴・人物
青森山田高校、青森大学社会学部卒業後、さまざまな職業に就いた後、1991年の頃から黒石八郎に弟子入り。以前は師匠との出演が多かったが、最近は単独での出演が中心である。
二卵性双生児の弟がいる。また、母は一時期「マミー横山」という名前で青森放送「出会いふれあい生テレビ」の料理コーナーに出演していた。
現在は青森県むつ市の「むつ市わきのさわ・かさまいまつり」を始め、県内自治体のイベントで総合司会を務める機会もある。

## 出演
現在
- HOTひろさき（RABラジオ） - 弘前支社制作
- 夢はここから深夜放送 ラッキー（青森朝日放送）

　トヨピとよこぴのハッピードライブ　青森トヨペット　青森朝日放送
　横山ひできの新情報をリサーチせよ　青森テレビ
　横山ひできのごごカム　FM五所川原
過去
- 出会いふれあい生テレビ（RABテレビ）
- サタデー夢ラジオ（RABラジオ）
- つがる市発!つがーるちゃんSHOW（青森放送） - 探検家 役
- おしゃべりーの（青森テレビ）
- 江奈滋家の食卓（青森放送(RAB)テレビ） - ポチ 役
- おしゃべりハウス（青森テレビ） - 金曜「ひできの出張応援隊」

### CM
- アメリカンホーム保険（青森テレビのみ放送）
- ヤマモト食品
- 脇野沢村漁業協同組合 脇野沢焼干しラーメン（青森テレビのみ放送）
- 大丸古川
- アップルランド南田温泉
- フジタ不動産
- 朝日グループ

### その他
- 中泊町 イメージアップ大使
- 佐井村 観光PR大使